# Popisni okvir
Popisni okvir (eng. List Box) je element grafičkog korisničkog sučelja. Vrlo je sličan kombinacijskom okviru. Namjena mu je korisniku omogućiti birati između različitih mogućnosti zadanih već prije. Za razliku od kombinacijskog okvira gdje se korisniku ponudisamo jedan element sve dok korisnik ne klikne na strelicu, kod popisnog okvira prikazuju sve stavke koje stanu u statični tekstualni okvir od više redaka.
Popisni okvir zove se select ili select1 u standardu XForms. select se služimo da bi dopustili korisniku izabrati više stavaka s popisa, dok select1 dopušta korisniku uporabiti samo jednu stavku s popisa.

## Vanjske poveznice
- (eng.) IT and communication by Jukka "Yucca" Korpela Combo boxes in forms on Web pages (eng.) - Programiranje kombinacijskog okvira